# Predrag Rajković
Predrag Rajković - em sérvio, Предраг Рајковић (Negotin, 31 de outubro de 1995) -, é um futebolista sérvio que atua como Goleiro. Atualmente, joga no Al-Ittihad.

## Seleção Sérvia

### Sub-19
Rajković foi um dos maiores jogadores que teve merecimento para ganhar o Campeonato Europeu Sub-19 de 2013, quando ele salvou muitas vezes com grandes intervenções, e parou de sanções. No próximo ano, ele também foi um dos melhores, mas a Sérvia perdeu de Portugal na semi-final, após grandes penalidades. 

### Sub-20
Rajković liderou a equipe na Copa do Mundo Sub-20 de 2015, com a braçadeira de capitão. Depois da fase de grupos em primeiro lugar, a Sérvia venceu a Hungria após o tempo extra. Nas quartas-de-final, Rajković defendeu 2 penalidades, e perdeu uma em série contra os EUA. Na final, Rajković foi um dos homem mais importante no campo, mantendo o resultado com incrível placar de 2-1 sobre o Brasil. Sendo campeão da competição e também foi escolhido como o melhor goleiro na competição. 

### Sub-21
Radovan Ćurčić, treinador da Sérvia Sub-21 convocou o para amistoso contra a seleção principal de Israel, jogado em 6 de fevereiro de 2013. 

### Seleção principal
Rajković foi chamado para jogar na seleção principal da Sérvia do treinador Siniša Mihajlović. Ele estreou no time principal em 7 de agosto de 2013.

## Títulos
Al-Ittihad
- Campeonato Saudita: 2024–25[1]
- Copa do Rei: 2024–25[2]

Sérvia
- Campeonato Europeu Sub-19: 2013
- Copa do Mundo FIFA Sub-20: 2015

### Prêmios individuais
- Equipe do torneio do Campeonato Europeu Sub-19 de 2013[3]
- Luva de Ouro da Copa do Mundo FIFA Sub-20 de 2015.
- 47º melhor jogador sub-21 de 2016 (FourFourTwo)[4]